# Hermsdorf (bei Ruhland)
Hermsdorf település Németországban, azon belül Brandenburgban. Lakosainak száma 733 fő (2023. december 31.). Hermsdorf Grünewald és Guteborn községekkel határos.

## Népesség
A település népességének változása:
| Lakosok száma | 796  | 789  | 763  | 750  | 733  |
|               | 2017 | 2019 | 2021 | 2022 | 2023 |